# Уильямс, Джералд (бейсболист)
Джералд Флойд Уильямс (англ. Gerald Floyd Williams; 10 августа 1966, Новый Орлеан, Луизиана — 8 февраля 2022, Тампа, Флорида) — американский бейсболист, аутфилдер. Выступал в Главной лиге бейсбола с 1992 по 2005 год. Большую часть карьеры провёл в составе клуба «Нью-Йорк Янкис».

## Биография

### Ранние годы и начало карьеры
Джералд Уильямс родился 10 августа 1966 года в Новом Орлеане. Один из четырнадцати детей в семье. Он окончил старшую школу Ист-Сент-Джон, затем поступил в университет штата Луизиана имени Грэмблинга. Во время учёбы Уильямс играл в бейсбол на позициях аутфилдера и питчера. В июне 1987 года на драфте Главной лиги бейсбола он был выбран клубом «Нью-Йорк Янкис» в шестом раунде. После подписания контракта его отправили в команду «Онеонта Янкис» из Лиги Нью-Йорка и Пенсильвании.
В фарм-системе клуба Уильямс продвигался медленно, с трудом адаптируясь к профессиональному бейсболу. Тренировавший его Бак Шоуолтер говорил, что он был абсолютно не готов к переходу на новый уровень и делал на поле только, что ему говорили. Прорыв в его карьере произошёл в 1990 году, когда Уильямс в играх за «Форт-Лодердейл» и «Олбани-Колони» отбивал с показателем 26,5 %, выбил 20 хоум-ранов, набрал 101 RBI и украл 37 баз.

### Главная лига бейсбола
В основном составе «Янкис» Уильямс дебютировал в сентябре 1992 года. Он сыграл в пятнадцати матчах регулярного чемпионата, заменяя Дэнни Тартабулла, испытывавшего проблемы со спиной. В клубе был переизбыток аутфилдеров и в 1993 году он играл мало, несколько раз его переводили на уровень AAA-лиги в «Коламбус Клипперс». В сезоне 1994 года он поиграл на всех позициях в аутфилде, приняв участие в 57 матчах с показателем отбивания 29,1 %. В течение следующих полутора лет Уильямс получал больше игрового времени, проведя почти 200 игр. В тот же период он сыграл важную роль в адаптации новичка команды Дерека Джитера.
В августе 1996 года Уильямс был обменян в «Милуоки Брюэрс», где до конца сезона он отбивал с эффективностью около 20,0 %. В следующем сезоне стал основным центрфилдером команды, провёл 155 игр и был не только лидером нападения, но и одним из лучших оборонительных игроков лиги. Несмотря на успешное выступление, в декабре 1997 года его обменяли в «Атланту». В «Брэйвз» основным центрфилдером был Андрув Джонс, но и Уильямс получал достаточно игрового времени. В 129 проведённых матчах он отбивал с лучшим в карьере показателем 30,5 % и помог команде выйти в плей-офф.
В сезоне 1999 года он также был одним из ведущих игроков Атланты и два месяца выходил на поле первым отбивающим. Команда вышла в плей-офф, где Уильямс стал одним из героев Чемпионской серии Национальной лиги против «Хьюстона». В финале соперником «Брэйвз» стали «Янкис», в играх Мировой серии он отметился триплом и двумя набранными ранами. После окончания сезона Уильямс получил статус свободного агента, после чего подписал контракт с «Тампой».
По итогам 2000 года он стал лучшим новичком в составе клуба. Его показатель отбивания составил 27,4 %, он установил личные рекорды по количеству хитов, хоум-ранов и набранных RBI. В 2001 году Уильямсу сохранить свою форму не удалось. Его атакующая эффективность снизилась до 20,7 % и в июне он был отчислен. Спустя несколько дней он заключил контракт с «Янкис» и до конца сезона играл в команде роль пинч-хиттера и запасного защитника. В заявку команды на плей-офф его не включили.
В 2002 году Уильямс сыграл в 33 матчах и в июне был отчислен из «Янкис». Остаток сезона он провёл в фарм-командах систем «Цинциннати Редс» и «Сент-Луис Кардиналс». В оставшиеся три сезона своей карьеры он эпизодически появлялся на поле в составах «Флориды Марлинс» и «Нью-Йорк Метс». Об окончании карьеры Уильямс объявил в конце 2005 года. Суммарно в Главной лиге бейсбола он провёл четырнадцать сезонов.
Джералд Уильямс скончался от рака 8 февраля 2022 года. Ему было 55 лет.